# Bernardo Ripa di Meana
Leopoldo Antonio Bernardo Ripa, marchese di Meana (Torino, 8 agosto 1771 – Torino, 1º novembre 1830) è stato un nobile italiano, sindaco di Torino nel 1816.

## Biografia
Figlio del marchese Agostino (1730-1785), sposò in prime nozze Gabriella Corsi di Viano (figlia di Giulio, socio dell'Accademia delle Scienze), con cui ebbe i figli Emilio e Saverio, e in seconde nozze Elena Provana del Sabbione (figlia del conte Aleramo), con cui ebbe i figli Vespasiano e Luigi.
Fu sindaco di Torino nel 1816, con Giulio Cesare Marenco di Moriondo, e capitano nel corpo reale dei volontari.